# Adrar Bous
L'Adrar Bous est une montagne de l'Aïr, à l'extrémité ouest du Ténéré, au Niger. Elle abrite le site archéologique du même nom. 
C'est un petit inselberg isolé, un pluton, situé à l’extrémité nord du massif de l’Aïr, à 80 km au nord-est du mont Gréboun, sur le territoire de la commune de Gougaram, département d'Arlit. Il est inclus dans la réserve naturelle nationale de l'Aïr et du Ténéré.